# No estamos locos
No estamos locos es el quinto libro escrito por el entre otras facetas humorista y presentador español El gran Wyoming. Fue editado por la editorial Planeta en 2013. 
El subtítulo de dicho libro es ‘’un retrato de lo que somos lleno de humor y fina ironía’’.
En el libro hace un repaso de todo los sucesos acontecidos en España, dentro de los aspectos más importantes del libro, desde el pasado siglo, hechos importantes como la Guerra Civil, todo lo que supuso los años de la dictadura, los años de Transición española, hasta llegar a la actualidad. 
En el libro trata temas políticos, pero también de la religión, económicos, sociales entre otros, incluyendo sucesos ocurridos al propio Wyoming.
El lanzamiento del libro se realizó en noviembre de 2013, y ha conseguido vender más de 100.000 ejemplares.

## Promoción
El presentador ha contado con la promoción de la cadena en el grupo en el que trabaja Atresmedia, acudiendo como invitado para promocionar su libro a programas de la Sexta como La Sexta Noche o Al Rojo Vivo.
En 2014, se realizó un anuncio para Atresmedia en el cual se promocionaba su libro, con voz en off incluida del propio Wyoming promocionando el libro para regalo del día del padre.